# Novomullakajevo
Novomullakajevo (oroszul: Новомуллакаево, baskír nyelven: Яңы Муллаҡай) falu Oroszországban, Baskíria Karaigyeli járásában. A Novomullakajevói Községi Tanácsához tartozik Mullakajevo. Lakossága 2010-ben 483 fő volt.

## Fekvése
A falu eredetileg az Ufa folyó bal partján terült el. Jelenlegi helylére, az Ufa, a Tyuj és a Szarsz-folyók összefolyásához a Pavlovkai-víztározó 1959–1961 közötti építése idején költöztették. A járási központtól. Karagyieltől 21 km-re fekszik. A legközelebbi vasútállomás a falutól 170 km-re Sucsje Ozeróban található. Lakossága 2002-ben 546, 2009-ben 493 fő volt.

## Története
A település az 1870 utáni évtizedekben alakult ki. 1896-ban 25 portával rendelkezett és 155 baskír nemzetiségű lakója volt. A 19. század végén három szatócsboltja és egy kenyérboltja is volt. 1901-ben mecsetet építettek a településen. A szovjet időszakban 1965-ig közigazgatásilag a Baskír ASZSZK Aszkinói járásához tartozott, majd a Karaigyeli járáshoz került.